# جيراردو سورو
جيراردو سورو (بالإنجليزية: Gerardo Suero)‏ مواليد 20 أبريل 1989 في سانتو دومينغو، هو لاعب كرة سلة دومينيكي. بدأ مسيرته الاحترافية في سنة 2012. يلعب مع نادي بريوغان لكرة السلة في الدوري الدومينيكاني لكرة السلة. يبلغ طوله 6 قدم 4 بوصة (1.9 م). لعب مع نادي جاورس دي لارا لكرة السلة ونادي بريوغان لكرة السلة.

## روابط خارجية
- جيراردو سورو على موقع الاتحاد الدولي لكرة السلة (الإنجليزية)
- جيراردو سورو على موقع كرة السلة الأوروبية.كوم (الإنجليزية)
- جيراردو سورو على موقع كلية كرة السلة في سبورتس رفرنس.كوم (الإنجليزية)
- جيراردو سورو على موقع ريلجم (الإنجليزية)
- جيراردو سورو على موقع بروبوليرز (الإنجليزية)